# Atletismo nos Jogos Pan-Americanos de 2023 - Revezamento 4x400 m feminino
A competição de revezamento 4x400 m feminino do atletismo nos Jogos Pan-Americanos de 2023 foi disputada em 4 de novembro no Parque Deportivo Estadio Nacional, em Santiago, no Chile. No total, competiram 24 atletas de 6 Comitês Olímpicos Nacionais (CON).

## Calendário
Horário local (UTC-4).
| Data          | Horário | Fase  |
| ------------- | ------- | ----- |
| 4 de novembro | 20:38   | Final |

## Medalhistas
|  | CUB Cuba                                                     |  | DOM República Dominicana                                         |  | BRA Brasil                                                     |
|  | Zurián Hechavarría Rose Almanza Sahily Diago Lisneidy Veitía |  | Mariana Pérez Anabel Medina Franshina Martínez Marileidy Paulino |  | Anny de Bassi Letícia Nonato Jainy dos Santos Tiffani Domingos |

## Recordes
Antes desta competição, os recordes mundiais e dos Jogos Pan-Americanos da prova eram os seguintes:
| Tipo                             | Atleta          | Tempo   | Local        | Data                 |
| -------------------------------- | --------------- | ------- | ------------ | -------------------- |
|                                  | União Soviética | 3:15.17 | Seul         | 1 de outubro de 1988 |
| Recorde dos Jogos Pan-Americanos | Estados Unidos  | 3:23.35 | Indianápolis | 16 de agosto de 1987 |

## Resultados

### Final
Estes foram os resultados:
| Posição | Raia | Nacionalidade            | Atletas                                                             | Tempo   | Notas                |
| ------- | ---- | ------------------------ | ------------------------------------------------------------------- | ------- | -------------------- |
| 01 !    | 4    | CUB Cuba                 | Zurián Hechavarría, Rose Almanza, Sahily Diago, Lisneidy Veitía     | 3:33.15 |                      |
| 02 !    | 7    | DOM República Dominicana | Mariana Pérez, Anabel Medina, Franshina Martínez, Marileidy Paulino | 3:34.27 |                      |
| 03 !    | 6    | BRA Brasil               | Anny de Bassi, Letícia Nonato, Jainy dos Santos, Tiffani Domingos   | 3:34.80 |                      |
| 4       | 8    | ECU Equador              | Virgínia Villalba, Gabriela Suárez, Evelin Mercado, Nicole Caicedo  | 3:35.76 | Recorde da temporada |
| 5       | 5    | USA Estados Unidos       | Jada Griffin, Honour Finley, Erin Marsh, Kendall Baisden            | 3:35.91 |                      |
| 6       | 3    | CHI Chile                | Stephanie Saavedra, Berdine Castillo, María Mackenna, Martina Weil  | 3:37.00 |                      |

Legenda
| Recorde mundial                  | Recorde mundial (World record)               |                       | Recorde africano                      | Recorde africano (African) |                                           | Q | Classificado por posição (Qualified) |
| Recorde dos Jogos Pan-Americanos | Recorde pan-americano (Pan-American record)  | Recorde da América    | Recorde da América (Americas)         | q                          | Classificado por melhor tempo (Qualified) |   |                                      |
| Melhor marca do ano              | Melhor marca do ano (World leading)          | Recorde asiático      | Recorde asiático (Asian)              | DNS                        | Não largou (Did not start)                |   |                                      |
| Recorde nacional                 | Recorde nacional (National record)           | Recorde europeu       | Recorde europeu (European)            | DNF                        | Não terminou (Did not finish)             |   |                                      |
| Recorde pessoal                  | Recorde pessoal do atleta (Personal best)    | Recorde da Oceania    | Recorde da Oceania (Oceania)          | DSQ / DQ                   | Desclassificado (Disqualified)            |   |                                      |
| Recorde da temporada             | Recorde da temporada do atleta (Season best) | Recorde sul-americano | Recorde sul-americano (South America) | NM                         | Sem marca (No mark)                       |   |                                      |